# Fragas do Eume

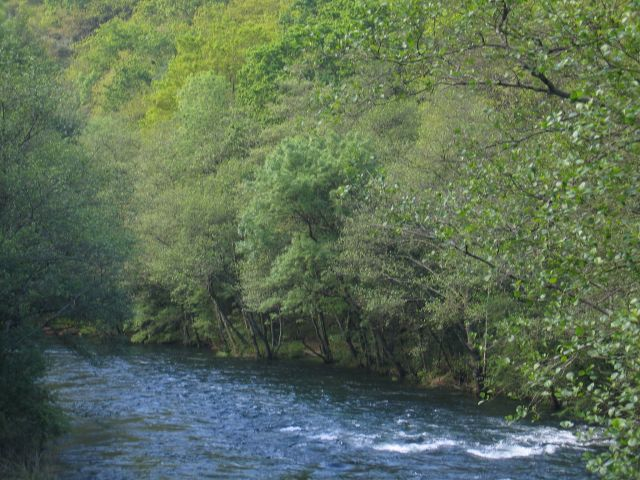
Bosque de ribeira sobre o rio Eume

As Fragas do Eume é um parque natural galego criado em 1997 e que abrange 9126 ha nas beiras do rio Eume, concretamente nos concelhos de Cabanas, A Capela, Monfero, Pontedeume e As Pontes de García Rodríguez, todos eles da província da Corunha.
Está também declarado como Lugar de Importância Comunitária, coincidindo os seus limites com os do Parque Natural.
O bosque tradicional atlântico conservou-se na zona em todo o seu esplendor, ao contrário doutras regiões totalmente modificadas com as repovoações feitas com espécies não autóctones.

## Flora
Os bosques de ribeira, dos que as Fragas do Eume são um bom exemplo, são ecossistemas de elevada biodiversidade, particularmente no que respeita à flora. Tradicionalmente foram muito explorados pelo homem pela riqueza e fertilidade dos solos, e por isso são ecossistemas pouco frequentes e conservados unicamente em zonas isoladas como estas fragas.

### Árvores
A árvore com mais presença no parque natural é o carvalho. É o medidor da saúde da fraga: os exemplares mais velhos existem nas zonas que sofreram uma menor pressão humana (a Fraga do Mosquiteiro ou as fragas que rodeiam o rio do Dez), e está sendo objecto de repovoação em zonas frágeis do parque, onde fora apartado recentemente pelo vidoeiro.
Também tem numerosa presença no parque o castanheiro, dominante nalgumas áreas logo de roubar-lhe terreno ao carvalho graças a medrar mais rapidamente e prover frutos de consumo humano. A bétula é a terceira das espécies maioritárias, e ocupa dois tipos de espaços: áreas tradicionais de bosque de ribeira, e zonas marginais onde os carvalhos foram perdendo distribuição, e onde medram rapidamente. Nestes espaços estão a ser substituídos por carvalhos por acção conservantista.
Nas proximidades dos rios topamos o amieiro, que suporta bem as situações de alagamento, o salgueiro (com muita menor frequência), o freixo e o pradairo (Acer pseudoplatanus). Outras espécies arbóreas das fragas são a aveleira, principalmente nas proximidades dos cursos de água; o carvalho-negral (Quercus pyrenaica), nas zonas altas das fragas de Pena Fesa, Os Cerqueiros (topónimo que reflecte a abundância desta árvore) e A Marola; o medronheiro, o loureiro, e o olmo, frequente também nas proximidades dos rios, como perto do mosteiro de Caaveiro. Também se tem assinalado a presença do lamigueiro nas fragas, uma espécie rara na zona próxima à costa. Finalmente, existe em abundância o azevinho, fundamentalmente como arbusto, mas chega a alcançar exemplares de altura e porte, o estripeiro, o abrunheiro (Prunus spinosa), a pereira e a maceira brava, esta última pouco frequente noutros lugares da província da Corunha.

### Fetos

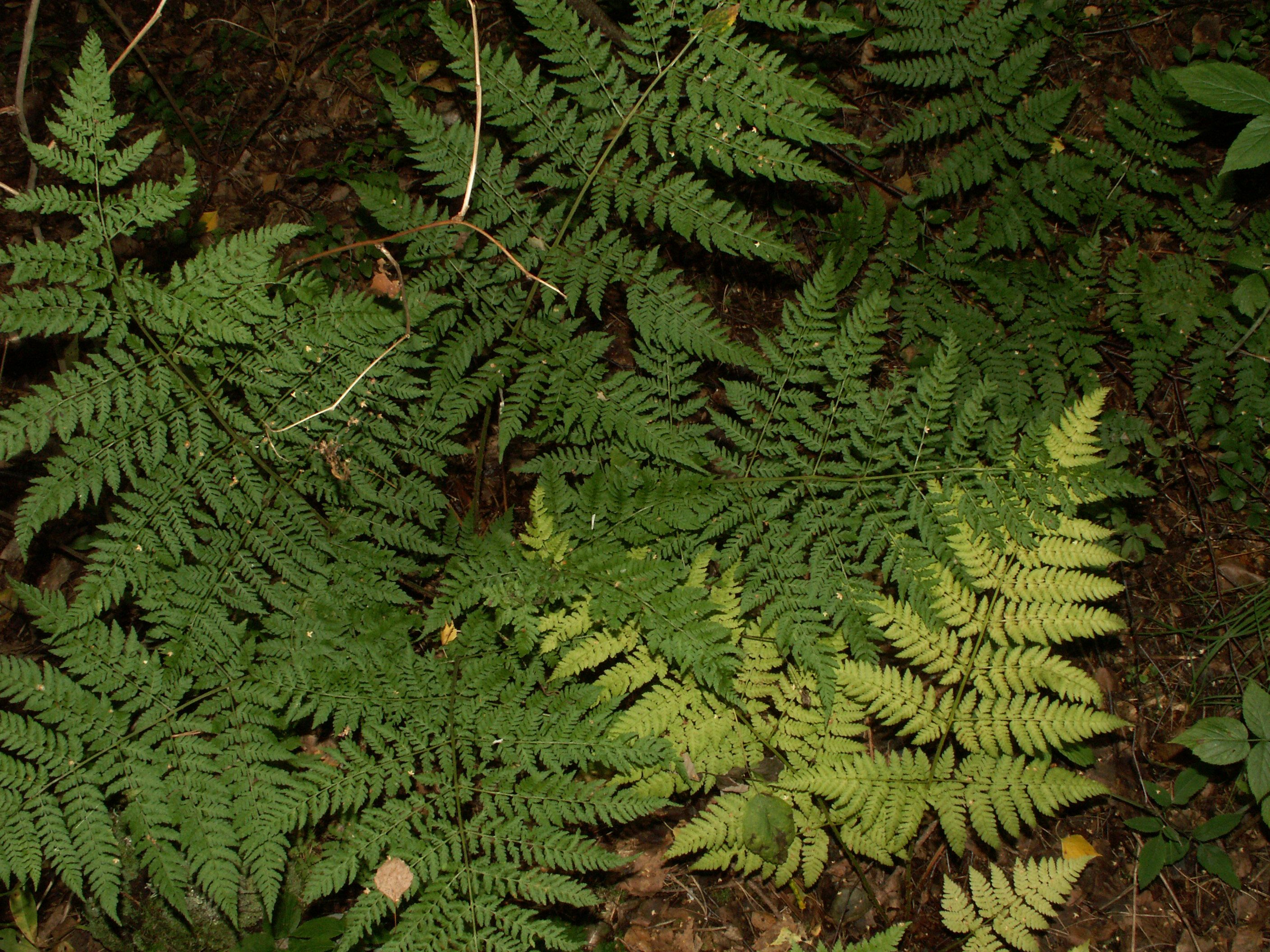
Feto (Dryopteris dilatata)

A presença duma notável quantidade e variedade de fetos é uma característica destes bosques. Os mais comuns são o Blechnun spicant, a Dryopteris affinis subesp. Affinis, a Dryopteris dilatata, a Dryopteris aemula, o Polypodium interjectum, o Athyrium filix-femina, o Osmunda regalis (ou feto real), o Polystichum setiferum, o Pteridium aquilinum e a Lastraea limbosperma. Também se podem encontrar espécies de grande valor, quer pela sua escasseza ou por estar longe da sua área normal de distribuição, como a Woodwardia radicans, o Asplenium adiantum-nigrum, a Cystopteris diaphana, a Dryopteris guanchica ou a Culcita macrocarpa.
Algumas destas espécies estão relacionadas com uma antiga vegetação subtropical que povoou as margens do mar de Tétis na era terciária. O calor e a humidade permitiram o desenvolvimento duma exuberante flora, similar à que na actualidade encontramos no arquipélago neozelandês ou na Florida. Porém, há dois milhões de anos, os processos de glaciação nos pólos e a desertificação nos trópicos foram recortando a distribuição dessa flora que, incapaz de se adaptar aos câmbios, ficou reduzida a zonas pequenas situadas entre os 25º e 40º de latitude: Ilhas Canárias, Ilhas Açores e Madeira, e em menor extensão nas serras de Algeciras em Cádiz ou o Parque Natural das Fragas do Eume.

### Musgos e líquenes
No estrato muscinal está presente quase a metade da flora brio-fita galega (musgos e hepáticas) particularmente importante nas zonas húmidas e sombrias, com mais de 220 espécies diferentes. Destacam-se a Cololejeunea microscopica e a Lepidozia cupresana.
A flora liquenica guarda também um notável catálogo de mais de 240 espécies, entre as que figuram três citas novas para a Europa continental. São características dos bosques maduros outras espécies menos raras mas muito ligadas a estes ecossistemas: a Lobaria scrobiculata, a Pannaria rubiginosa e a Usnea articulata.

## Fauna

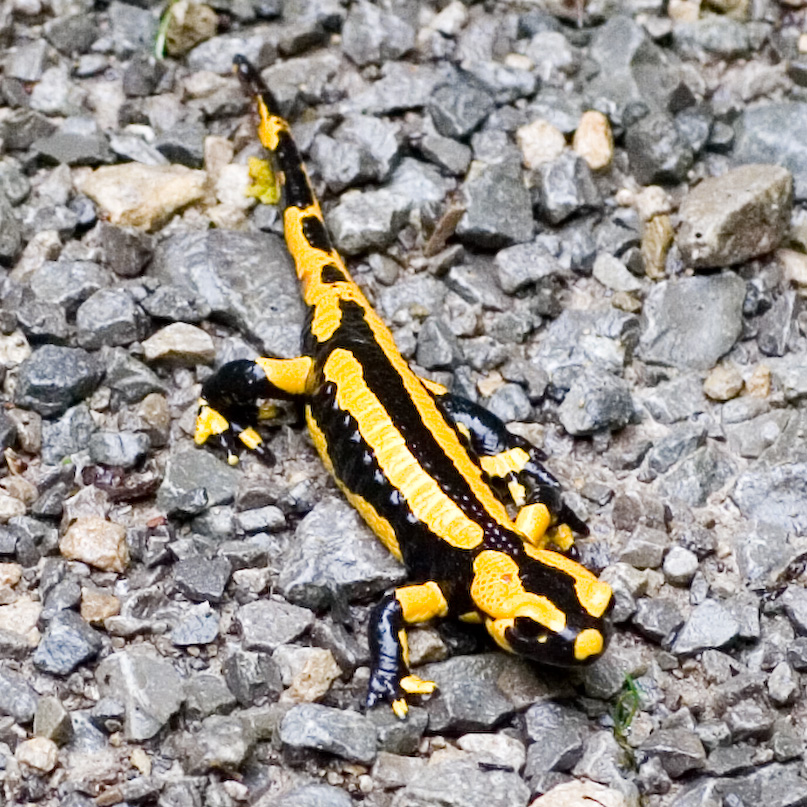
Salamandra-de-fogo (Salamandra salamandra)

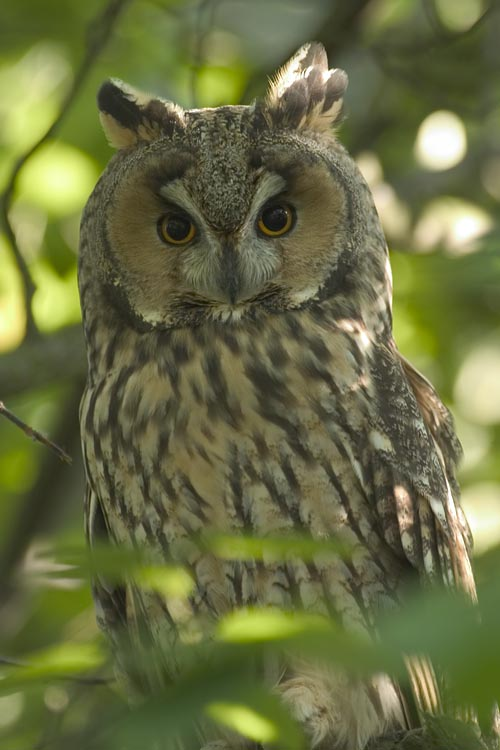
Imagem do Coruja-pequena (Asio otus) abundante no parque.

### Anfíbios
As fragas, pelo seu carácter húmido e sombrio, são um ambiente idóneo para os anfíbios. No Eume vivem 13 das 15 espécies existentes na Galiza. A salamandra é muito frequente, as massas florestais caducifólias são o seu biótopo preferido. Também estão presentes outras espécies como o sapinho comadrão, o sapo comum, a rã-ibérica (que vive nos regatos afluentes do Eume na bacia baixa, como o Sesín), e a rã vermelha, que é possível encontrar nos prados da Serra de Sanguinhedo.  Nas poças estacionais encontram-se as três espécies de pinta-fontes, o comum, o tritão-palmado e mais o pinta-fontes verde, mas é especialmente valiosa a saramaganta (Chiglossa lusitanica), endemismo do noroeste ibérico que mantém nas Fragas uma das suas mais nutridas populações.

### Aves e mamíferos
Entre as aves da fraga destacam as rapazes que se alimentam de micro-mamíferos, adaptadas a caçar no interior do bosque: o açor, o peneireiro-vulgar, o gavião, o coruja-pequena, a coruja-das-torres, o mocho-galego (Athene noctua), o aluco ou coruja-do-mato, o milhafre-preto, o milhafre-real e o vespeiro-europeu. Em espaços mais abertos habita também o falcão peregrino, a águia-de-asa-redonda e o bufo real. Entre as pequenas insectívoras destacam a trepadeira-azul, a trepadeira-comum, o chapim-real, o chapim-azul, o pica-pau-malhado-grande, o pica-pau-verde, a estrelinha-de-cabeça-listada, a estrelinha do norte, o picafolhas e mais a galinhola. Nas ribeiras dos cursos de água do parque destaca o melro rieiro e o pica-peixe.
Entre os mamíferos destacam a lontra, a marta, a gardunha, o gato-bravo e a gineta. Abundam também os corços, os javalis, os cervos, as doninhas e os texugos. Também existem nas zonas mais elevadas e apartadas dos núcleos de povoação humanos populações de lobo.

### Invertebrados

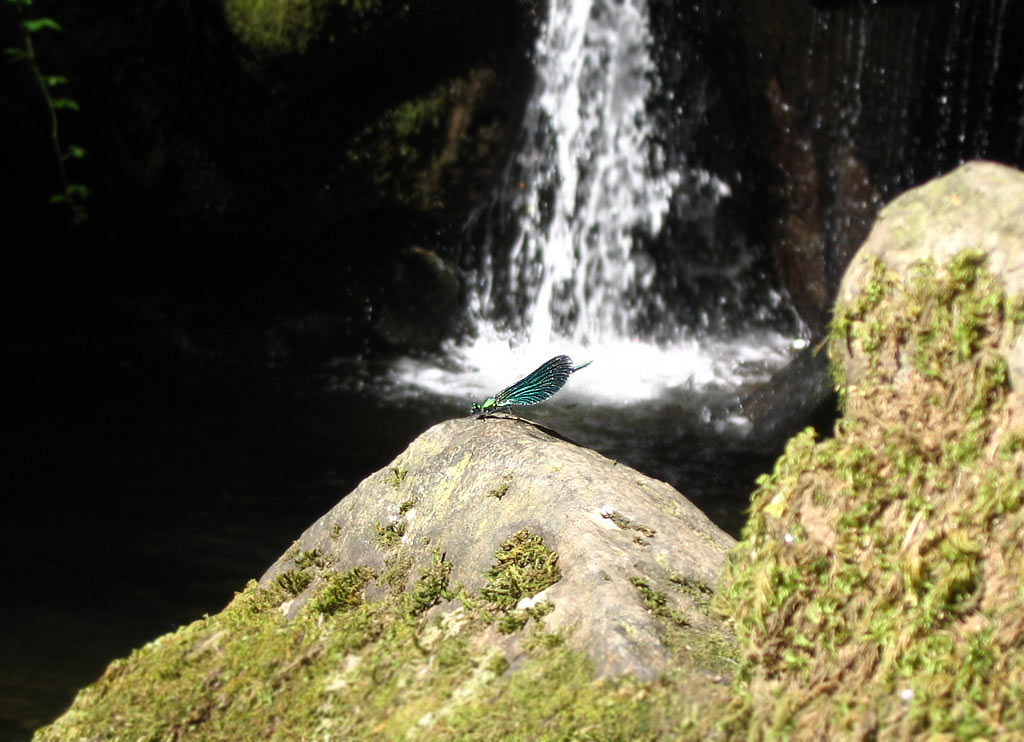
Libelinha.

Entre os invertebrados destacam-se algumas espécies como o caracol de Quimper (Elona quimperiana), terrestre e endémico dos bosques atlânticos, a caramecha de rio (Belgrandiella rolanie) a lesma (Geomalacus maculosus). No Verão, durante o dia, é frequente observar a borboleta Apatura iris e à noite a endromis dos salgueiros (Endromis versicolora).  Outros coleópteros destacáveis são o escaravelho Carabus galicianus associado aos cursos de água rápidos e limpos, e que é também uma espécie endémica do noroeste peninsular, e o escaravelho dourado (Chrysocarabus lateralis), distribuído por todo o território das fragas, e a vacaloura ou escornabois (Lucanus cervus), cada vez mais escassa nas fragas galegas.

## Presença humana
No parque encontram-se numerosas pegadas da actividade humana, como os fojos para fazer carvão vegetal e grandes troncos cortados a rentes do chão. Também há restos de interesse histórico e de arquitectura tradicional, como cruzeiros, pontes ou ermidas.
Mais destacam os mosteiros medievais de Monfero e Caaveiro.

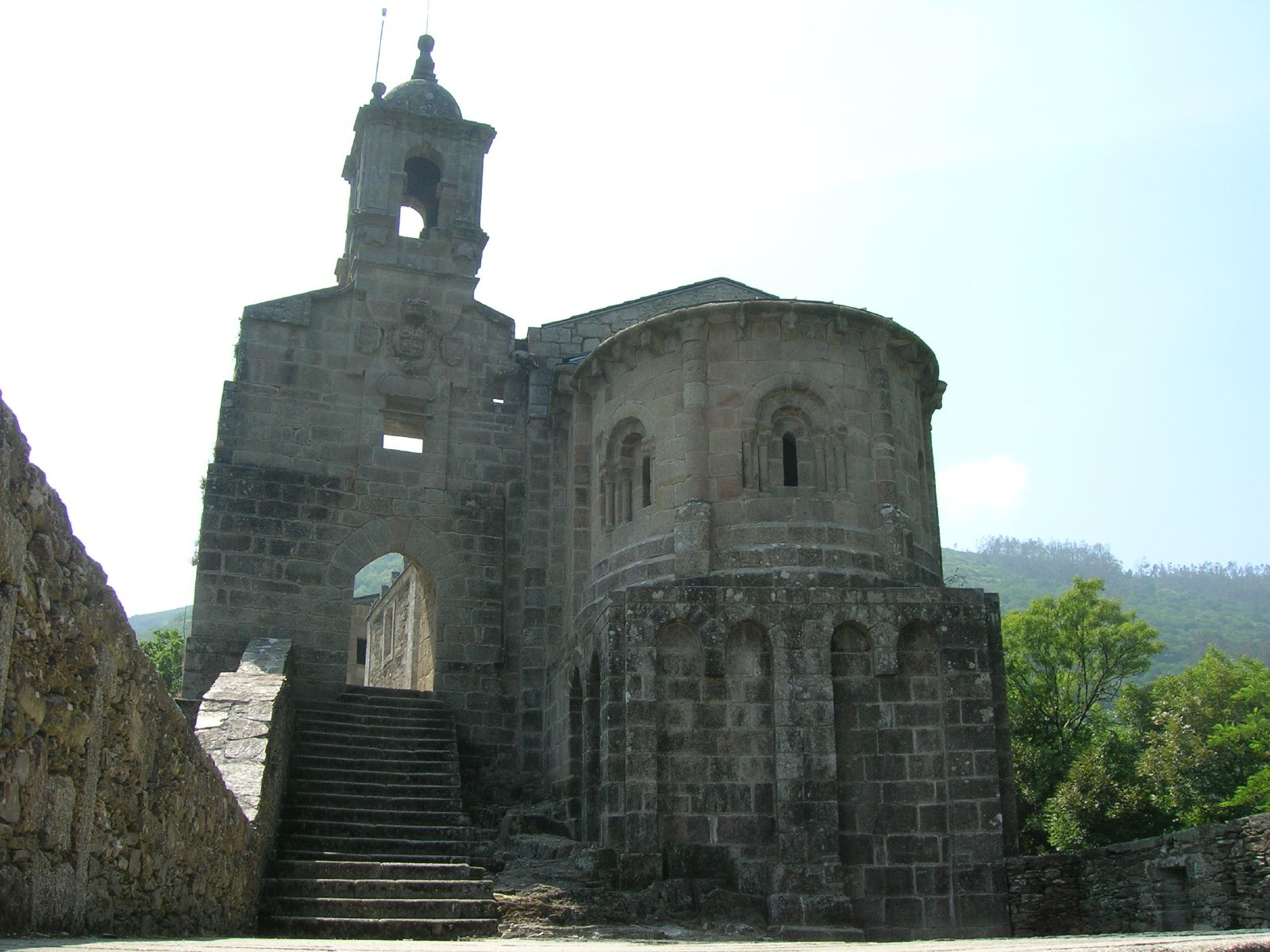
Vista parcial do mosteiro de Caaveiro, situado nas Fragas do Eume.

O mosteiro de Caaveiro estabeleceu-se em 934 nas Fragas do Eume para acolher os numerosos anacoretas que viviam dispersos na zona. Pronto importantes doações de São Rosendo e outros nobres engrandecem seu património, recebendo este a maior parte das terras cultiváveis existentes a uma das beiras do rio Eume; também lhe concedem a jurisdição sobre vilas e freguesias, eximindo-o da autoridade do arcebispado de Santiago de Compostela. O conjunto foi declarado em 1975 monumento histórico-artístico pela sua importância arquitectónica.
Na actualidade é propriedade da Deputação provincial da Corunha, que iniciou em 2003 a restauração para a posta em valor do conjunto.
As origens do mosteiro de Monfero remontam ao século X, quando se fundou um cenóbio ao pé duma ermida dedicada a São Marcos. Na actualidade, excepto a igreja, o resto de dependências monacais encontram-se em estado ruinoso, porém estão a levar-se a cabo medidas para a sua restauração parcial.
A importância social destes mosteiros basea-se no facto de terem servido durante muitos anos de eixo vertebrador da vida económica, social e religiosa da comarca.

## Desastre ambiental
Em 31 de março de 2012 um incêndio destruiu o coração do parque. No início foi estimada uma superfície queimada dos 1.000 hectares. Os trabalhos de extinção do fogo continuavam no 2 de abril.

## Galeria de imagens

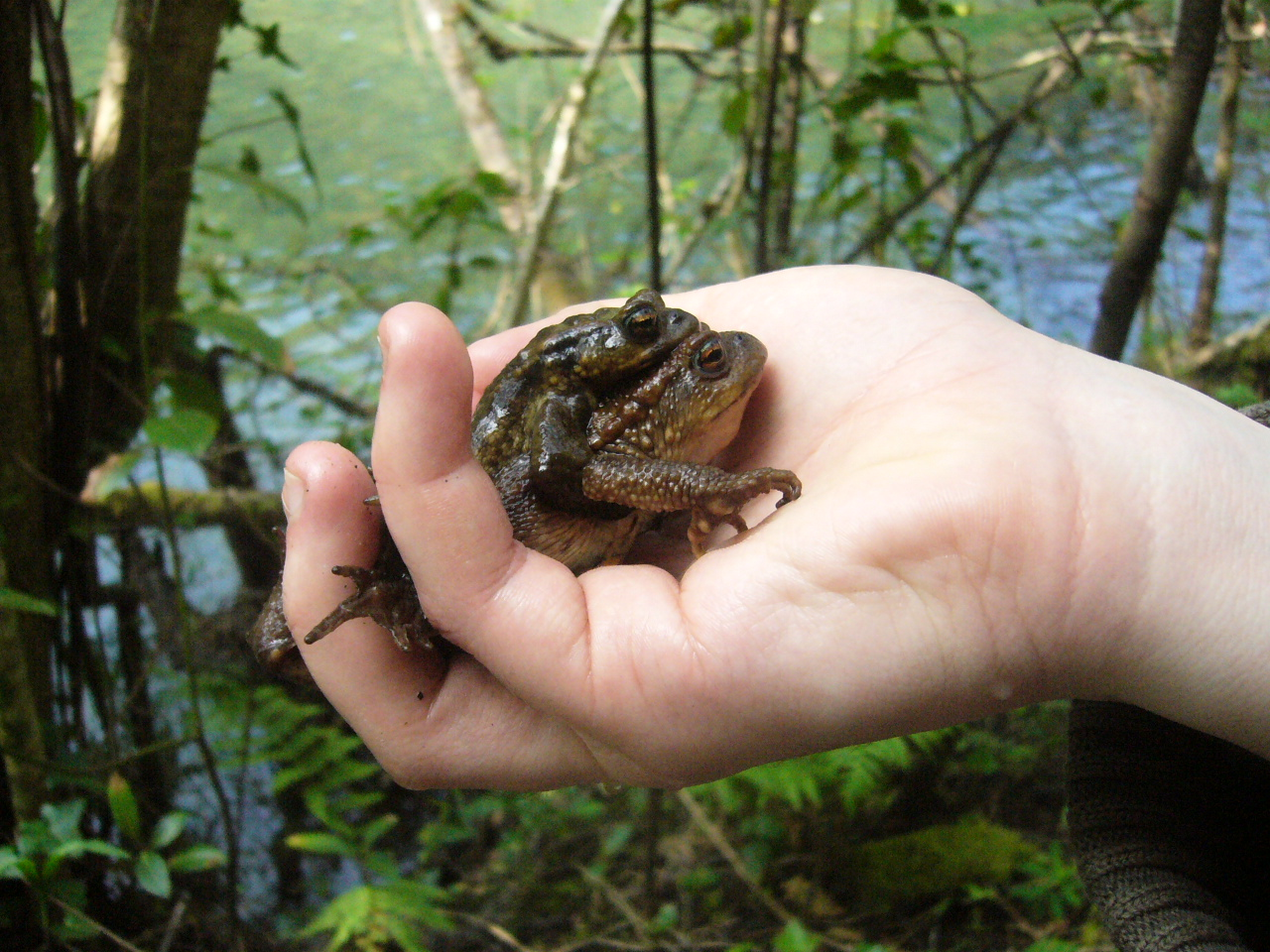
Amplexus de Bufo bufo (Sapo comum)
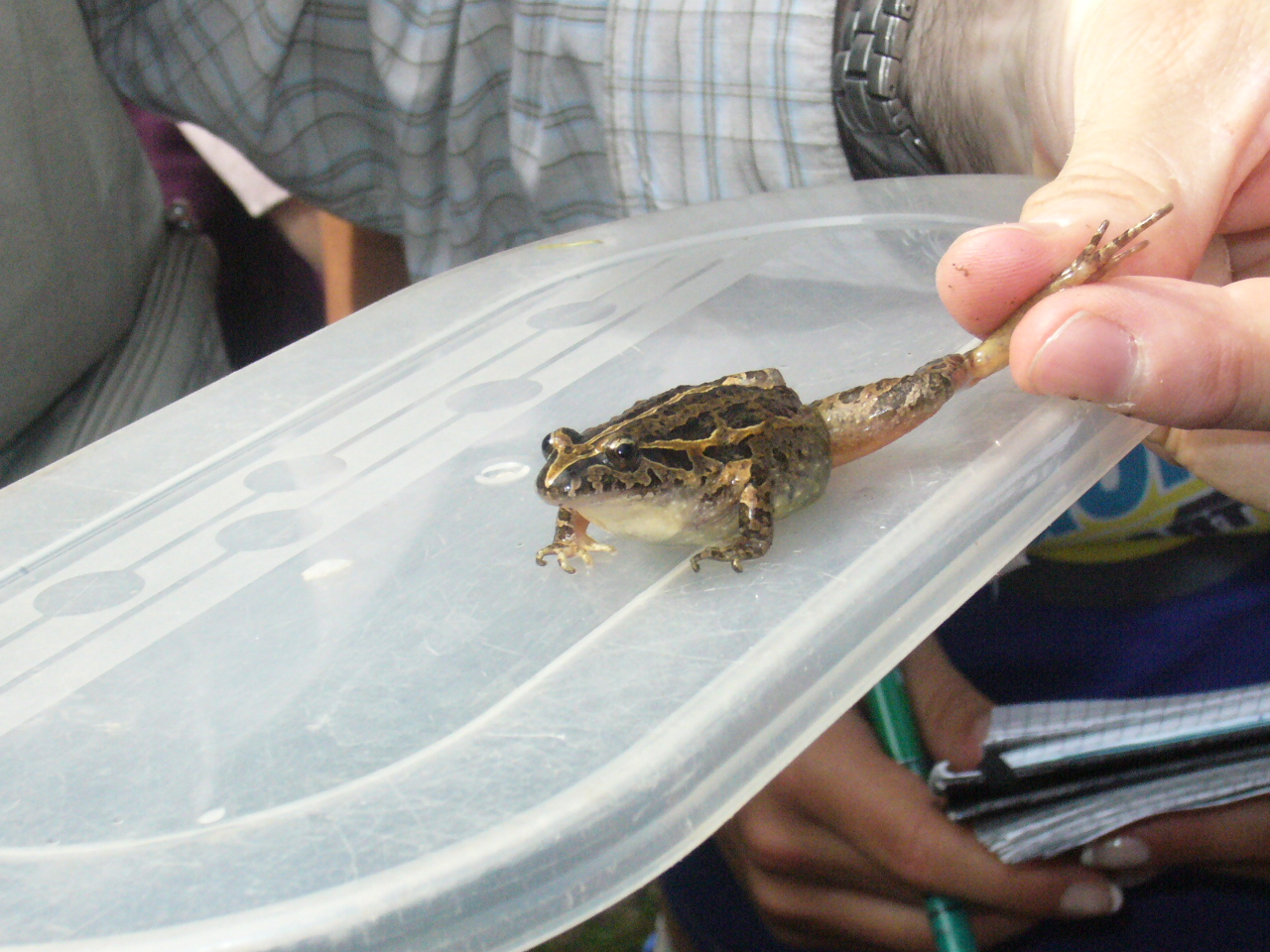
Discoglossus galganoi
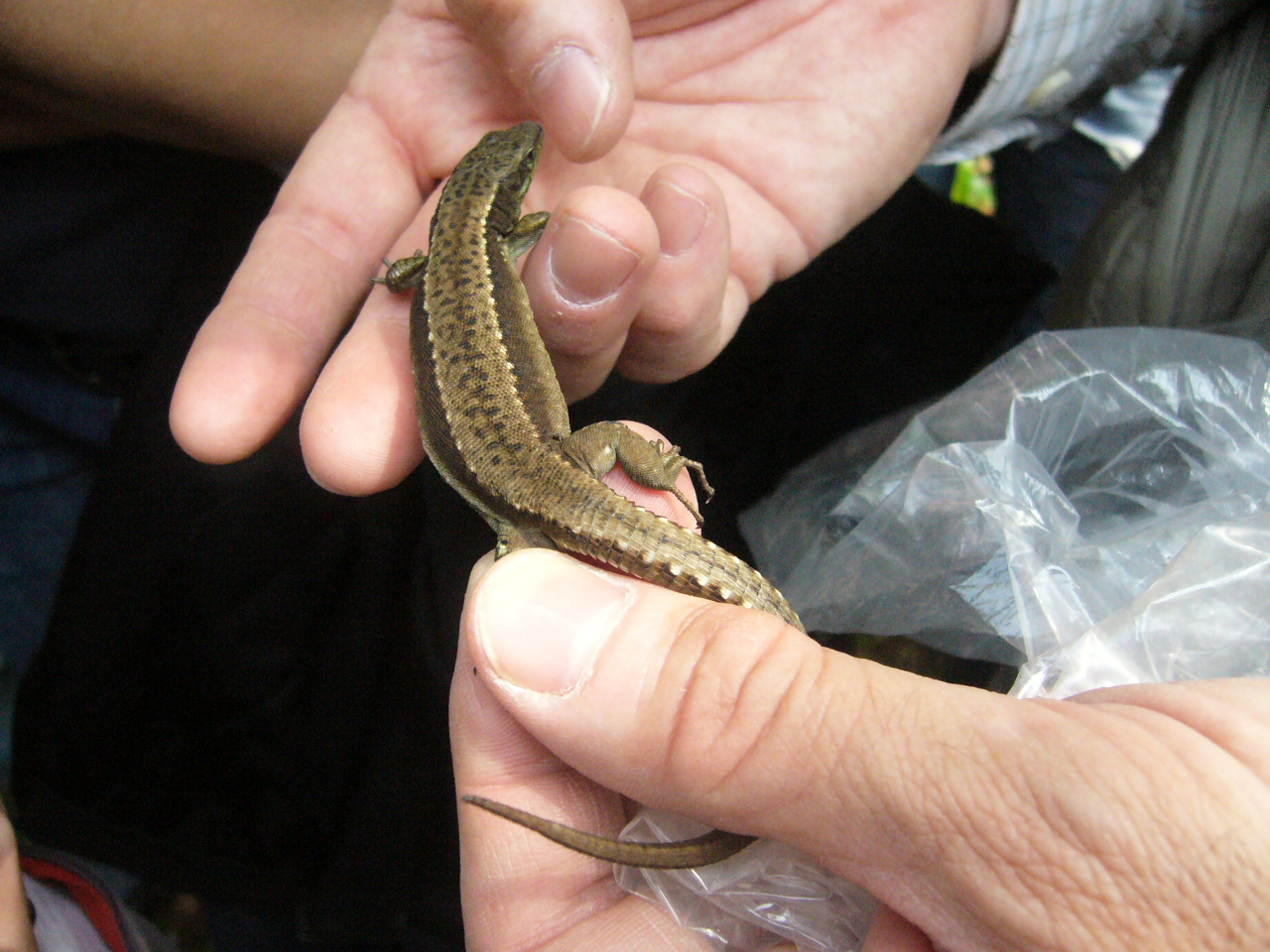
Iberolacerta monticola
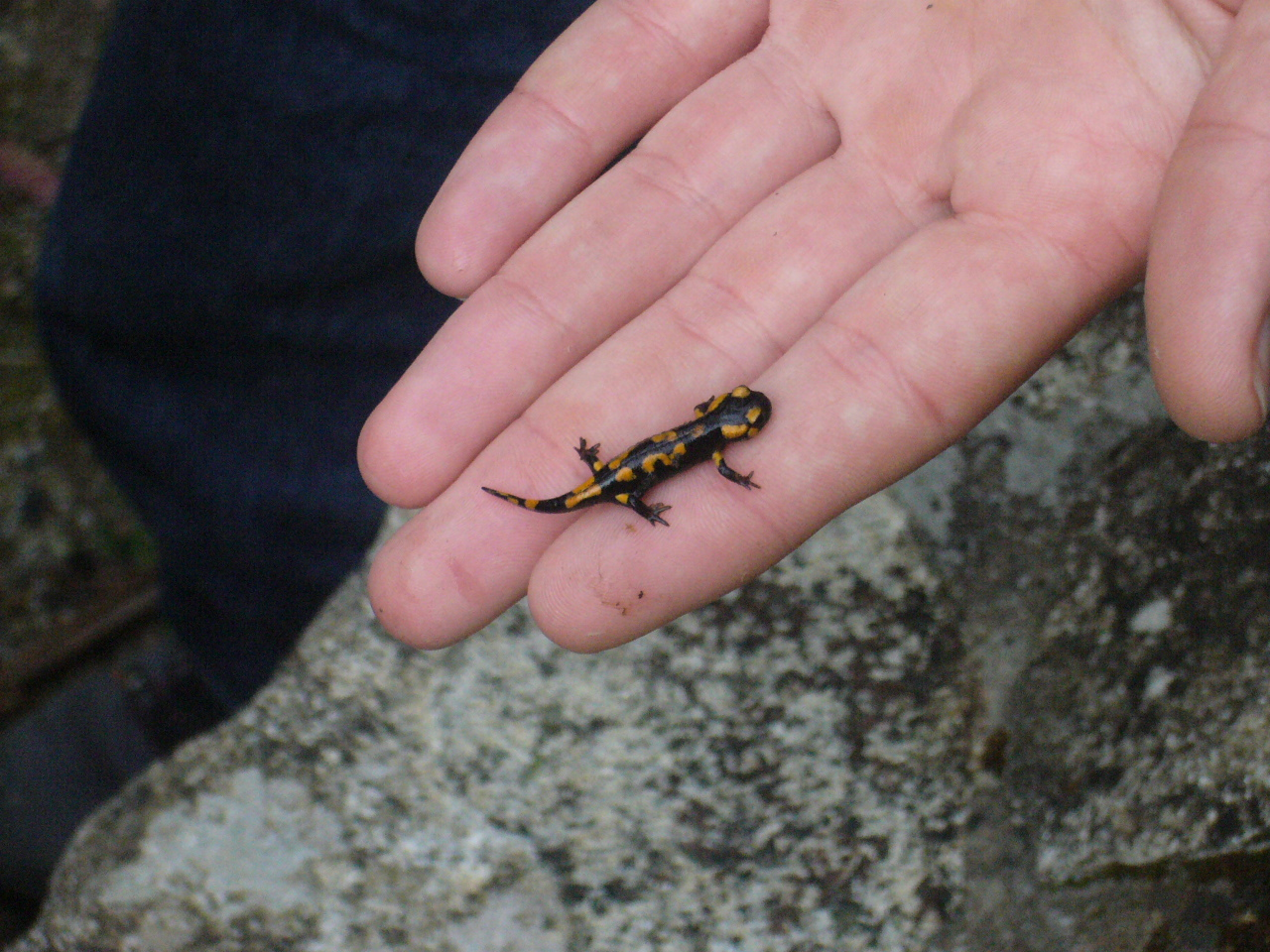
Salamandra salamandra
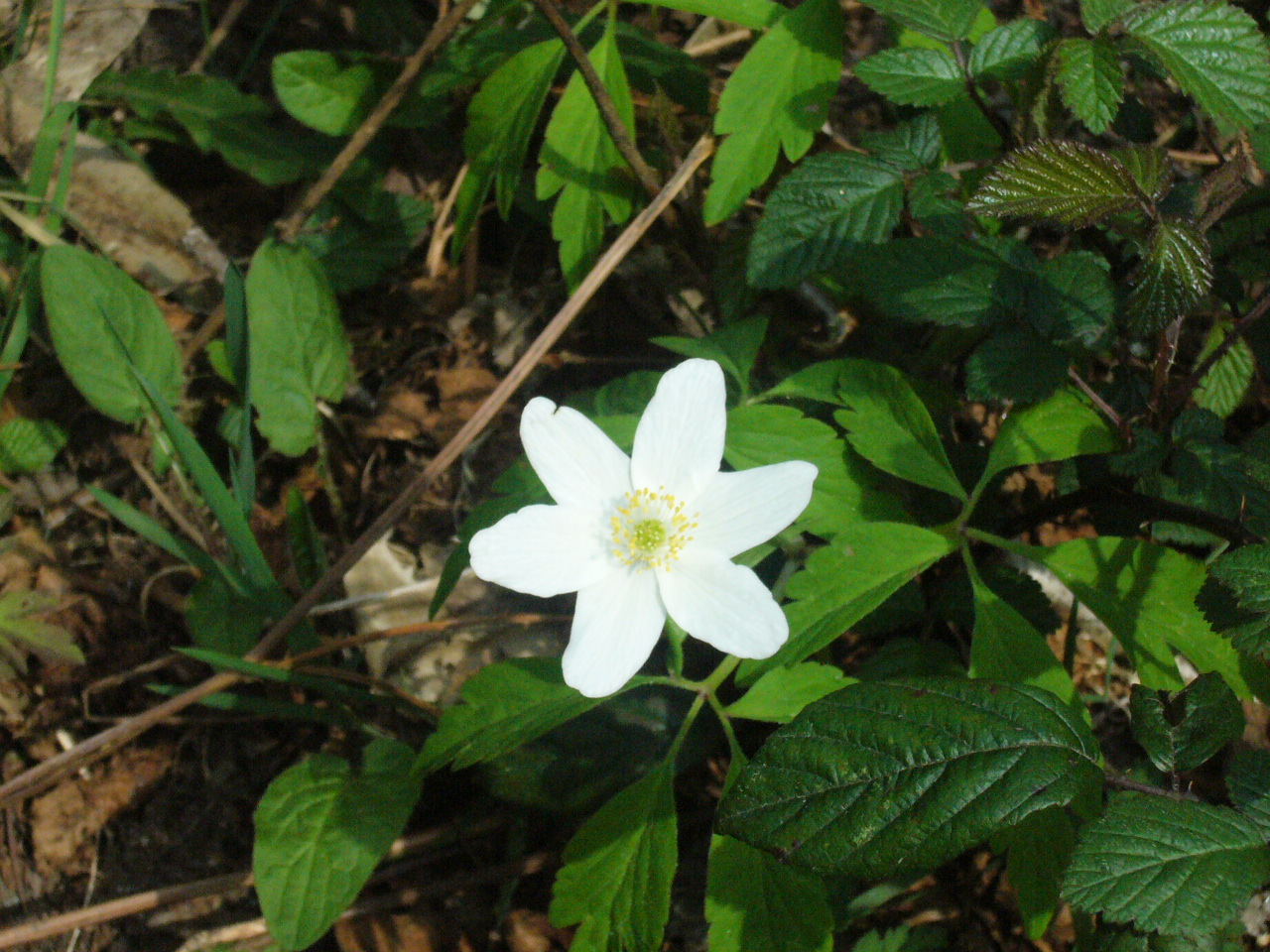
Anemone nemorosa
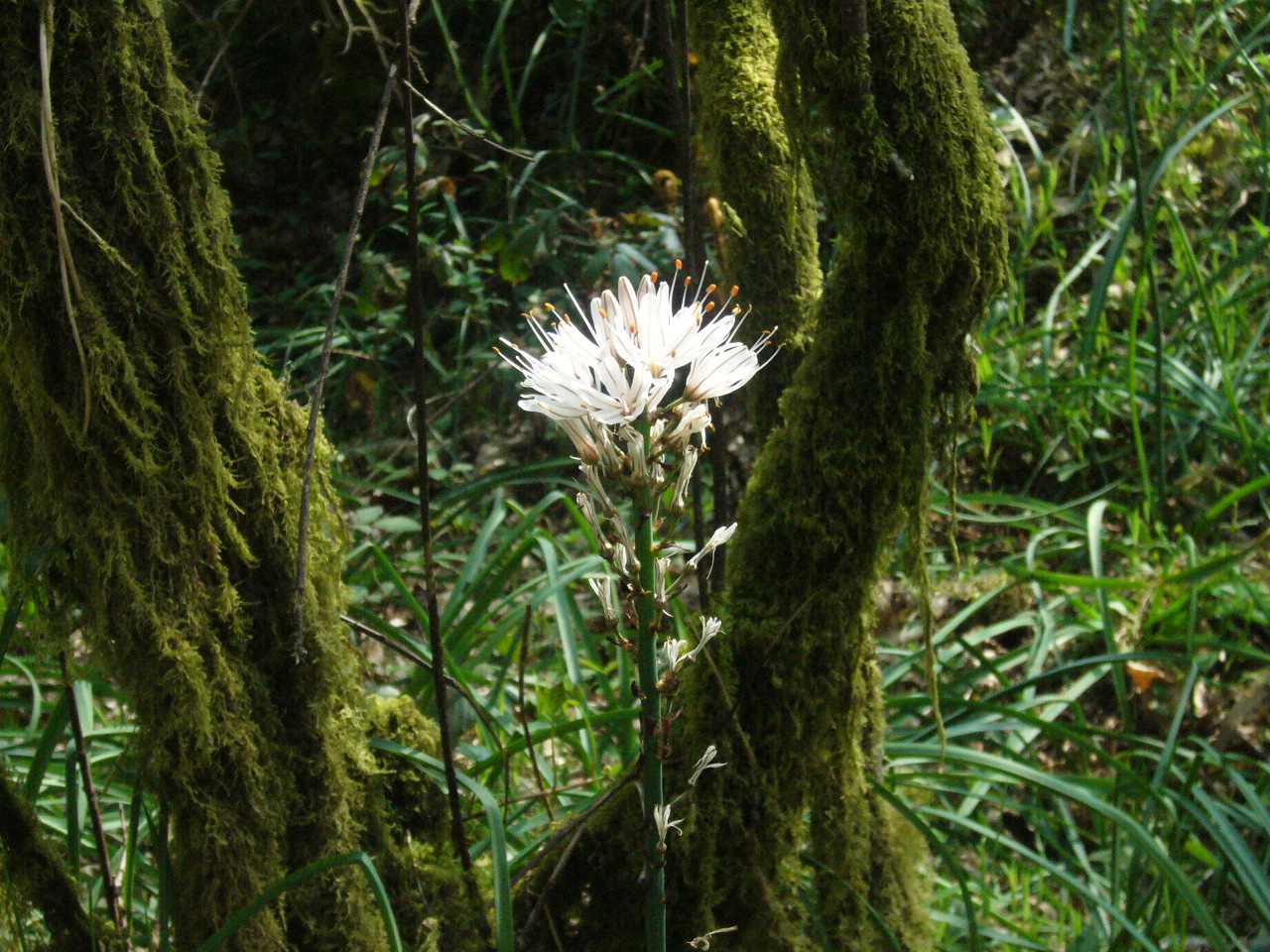
Asphodelus albus
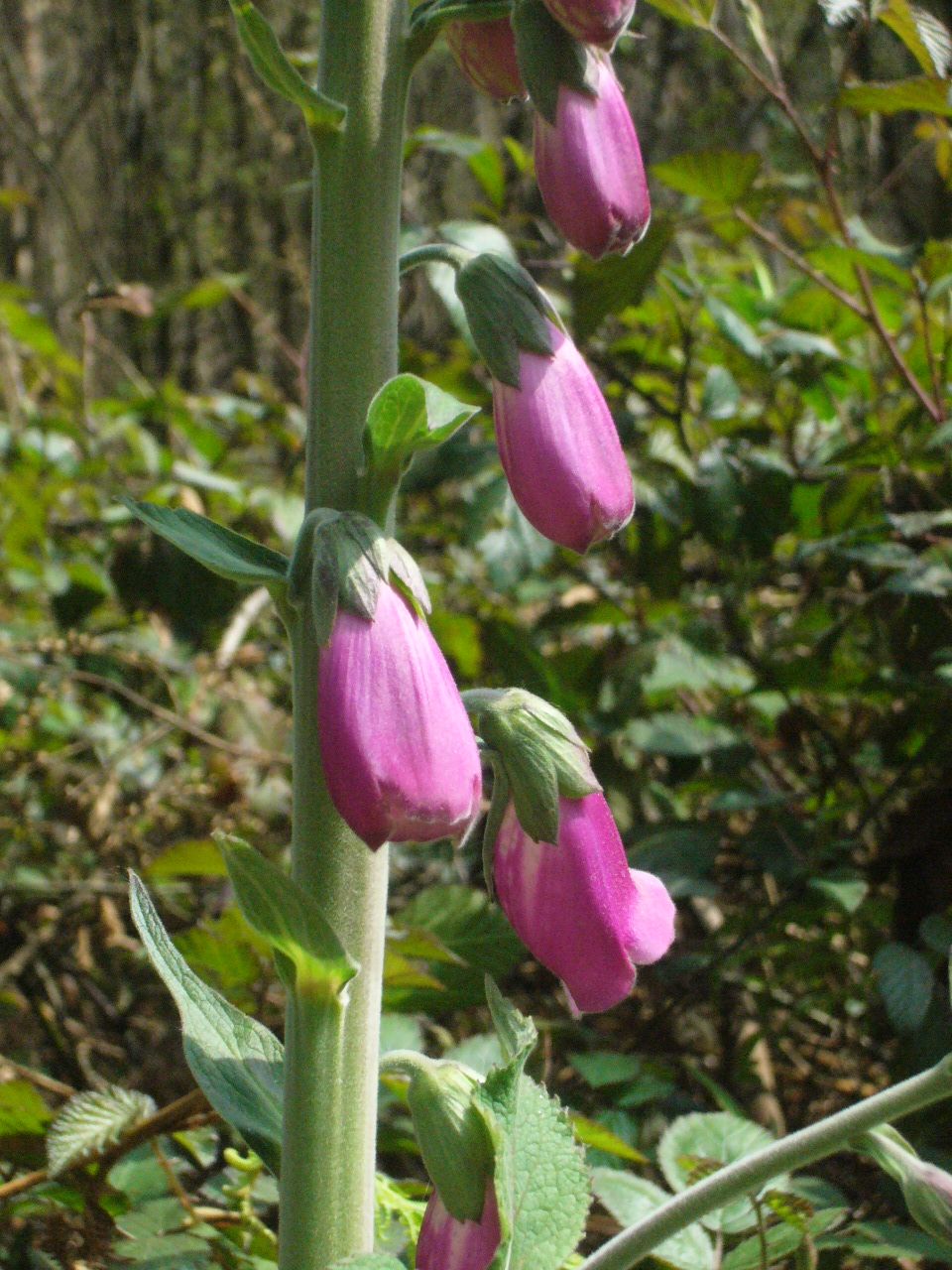
Digitalis purpurea
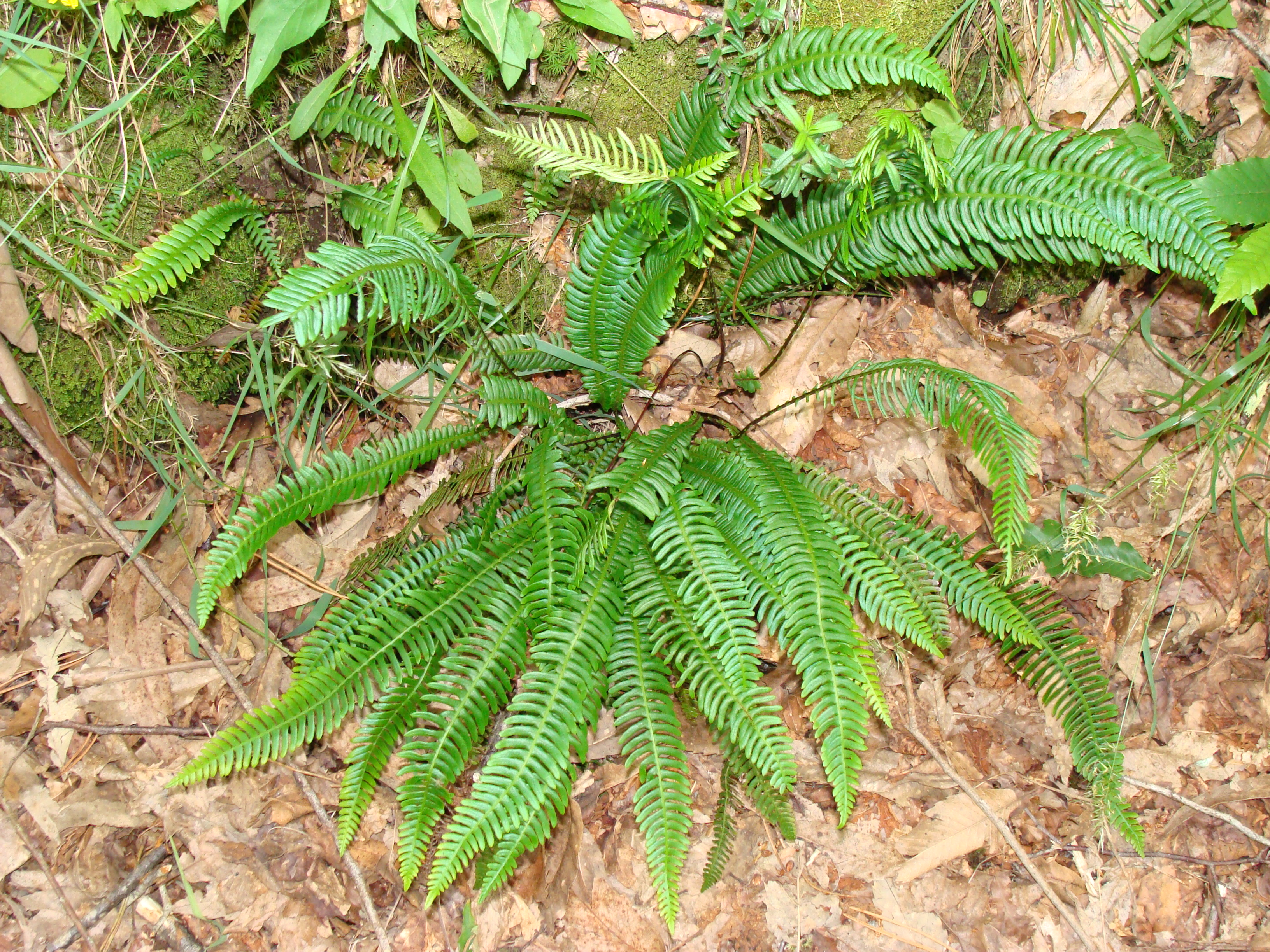
Blechnum spicant